# Króka-Refs saga
Het verhaal van Króka-Refs is een korte IJslandse saga. De saga is waarschijnlijk eind 14e eeuw door een onbekende auteur geschreven, maar het verhaal speelt zich ergens in de jaren 950-1050 af. De hoofdpersoon is Ref Steinsson die, in tegenstelling tot vele andere saga’s, geen viking, krijger, dichter, vogelvrijverklaarde of kolonist was, maar een man die de moeilijkheden die hem eigenlijk buiten zijn schuld overkomen op eigen wijze aanpakt. Ref is in zijn jonge jaren lui en onhandelbaar en lijkt wel wat op Grettir, alleen neemt het leven van Ref een volstrekt andere wending. Opvallend is dat de genealogie in dit verhaal slechts zijdelings ter sprake wordt gebracht, iets dat in de meeste andere saga’s een belangrijke rol speelt. Mogelijk vond men zijn verdere familie niet belangrijk genoeg gevonden om nader uitgewerkt te worden. Het begin van het verhaal speelt zich op IJsland af, daarna verplaatsen de handelingen zich naar achtereenvolgens Groenland, Noorwegen en Denemarken.
De saga was vroeger erg populair, en de naam van de saga kan daar mogelijk een aanwijzing voor geven. De naam Ref (Refur op z’n IJslands) betekent vos. Krókur-Refs saga betekent zoiets als het verhaal van de sluwe vos, en roept direct een associatie met het middeleeuwse dierenepos van Reinaart de Vos op. Dit verhaalgenre werd destijds vaak gebruikt om ongenoegen op machtsstructuren, religieuze dogma’s of sociale ongerechtigheid op een krachtige manier te uiten. Het is zeker waar dat Ref bepaalde eigenschappen had die Reinaart de Vos ook had. Hij was sluw, ontweek gevechten totdat hij zeker wist dat hij kon winnen, zijn wil om te overleven bepaalde al zijn handelingen, maar nergens wordt een aanklacht tegen de genoemde structuren geformuleerd.
De saga mist de subtiliteit, de kracht en grootsheid van de klassiekers, zoals de saga’s van Njáll en Egill of de Laxdæla saga, maar het is wel een vermakelijke saga om te lezen.
De saga is in zijn geheel bewaard gebleven in een manuscript uit de tweede helft van de 15e eeuw, en staat nu in de bibliotheek van Reykjavik onder AM 471 4to ingeschreven.

## IJsland
De saga begint met een zodanig korte genealogie van Ref en zijn familie, dat hun plaats binnen de IJslandse gemeenschap niet heel duidelijk is. Uit andere saga's blijkt de dochter van Refs oom Gest met een verre verwante van Aud de Diepzinnige (zie de Laxdæla saga) getrouwd te zijn.
Ref was een knappe, grote, erg sterke maar zeer luie jongen waarvan men dacht dat hij idioot was. Nadat zijn vader gestorven was moest Ref voor zichzelf en zijn moeder zorgen, iets waar hij absoluut geen zin in had. Nadat hij zijn buurman had omgebracht om hun eigen veestapel te redden, ging hij naar zijn oom Gest. Daar bleek Ref als houtbewerker buitengewoon bekwaam te zijn. Hij bouwde in volslagen afzondering eigenhandig binnen 5 maanden een groot zeewaardig schip, dat hij vervolgens van zijn oom mocht houden. Nadat Ref een Noor had omgebracht die hem ernstig beledigd had, leek het hem raadzaam om IJsland te verlaten.

## Groenland
Hij stak met een aantal mannen in zee, en de tocht voerde hen uiteindelijk naar Groenland. Na daar wat rondgevaren te hebben bouwden ze zich een comfortabel onderkomen aan een nauw fjord. Het volgende voorjaar kwam Ref in contact met Björn en zijn dochter Helga. Men kwam overeen dat Ref daar mocht blijven, en hij bouwde zich de schitterende boerderij Hlíð.
Niet ver daarvandaan woonde de lastige, kwaadwillende en boosaardige Thorgils, die vier zonen en een dochter had; de laatste was getrouwd met een zekere Gunnar. Thorgils' oudste zoon Thengil had naar de hand van Helga gevraagd, maar hij was door haar afgewezen. Daarna dong Ref naar haar hand, en zowel zijzelf, haar vader en pleegvader Thormod gingen akkoord. Het volgende voorjaar nam Ref de bezittingen van zijn schoonvader over en breidde hij zijn vermogen snel uit. De volgende acht jaar verliepen voorspoedig, kregen Ref en Helga twee zoons, en stierf Björn.
Op een avond kwam Ref op weg van zijn boothuis naar huis een ijsbeer tegen. Omdat hij ongewapend was keerde hij naar het boothuis terug om zich te wapenen. Toen hij bij de beer was teruggekeerd, was deze al door twee van Thorgils’ zoons gedood. Ref liep daarna door naar huis. Daarop begonnen Thorgils en zijn zonen lasterlijk over Ref te praten. Met name werd hem lafheid, onmannelijkheid en homoseksualiteit verweten. (Homoseksualiteit was destijds absoluut ontoelaatbaar, en verwijzingen daarnaar waren hoogst vernederend. Dergelijke lasterlijke praat (IJslands: níð) verspreidde zich die dagen als een lopend vuurtje en kon enorm veel schade aan iemands eer en respect toebrengen. Beledigingen van dergelijke aard waren niet alleen verboden, maar waren bovendien niet zelden het begin van vetes die geweldig konden escaleren omdat het eergevoel in het geding was.) Ref deed alsof hij van niets wist. Hij voltooide het schip waar hij mee bezig was, begon stilletjes voorbereidingen te treffen om zijn boerderij te verlaten, gaf een oogstfeest en verkocht onderhands zijn land. Tegen die tijd was hij erg rijk.
Op een dag klaagde Thormod dat Ref nog niets aan de lasterlijke praat had gedaan. Ref antwoordt: Een man moet zijn plannen uitgewerkt hebben voordat hij iets groots onderneemt of anderen tegen iets opzet. Vervolgens maakt hij zich een speciale speer, en doodt daarmee vervolgens Thorgils en zijn zoons in één nacht zonder hulp. De volgende dag laadt hij zijn schip vol, neemt afscheid van de achterblijvers en steekt met alleen zijn vrouw, hun drie zoons en Thormod van wal de zee op. Nu zijn ze even uit het verhaal zegt de saga.
Gunnar, Thorgils’ schoonzoon, zocht de volgende vier jaar naar Ref, maar kon hem niet vinden. Men ging er toen van uit dat Ref moest zijn omgekomen, aangezien hij met slechts zes personen, waarvan drie kleine kinderen, vlak voor de winter de zee op was gegaan.
Ondertussen was Bard, een Noor die in de gunst van koning Harald Sigurdarson stond, bij Gunnar aangekomen. Bard hoort het verhaal over Ref aan, en haalt Gunnar over om opnieuw te zoeken aangezien de dood van zijn schoonvader en zwagers nog niet is gewroken. Samen gaan ze op pad en doorzoeken alle fjorden en inhammen. Na lang zoeken vinden ze op een gegeven moment in een fjord een verscholen fortificatie, dat zeer solide, groot en sterk was en het leek alsof het uit één plank gemaakt was. Ze hadden Refs verblijfplaats gevonden. Bard en zijn mannen trachtten het fort in brand te steken, maar omdat er overal uit de muren water kwam stromen mislukte hun pogingen. Daarop dropen ze af, en het volgende jaar reisde Bard terug naar koning Harald. Bard vraagt Harald raad over hoe een vos op Groenland te vangen. De koning begrijpt dat het over Ref moet gaan (Refur betekent immers vos) over wiens wetenswaardigheden hij al gehoord heeft, en na enige bedenkingen geeft hij Bard advies. Teruggekomen op Groenland, gingen Bard en Gunnar direct naar de ford van Ref, die ondertussen niet stilgezeten had. Hij had zijn zeewaardige boot klaar gemaakt, volgeladen met waardevolle goederen, met daarop 12 vrienden en een deel van zijn gezin. Zelf wachtte Ref zijn belagers in zijn ford op. Toen ze de ford opnieuw in brand wilden zetten, viel er plotseling met grote precisie een deel van de muur om en schoot er een boot op wielen overheen rechtstreeks het water in. Toen Bard hem met zijn boot achterna ging, wist Ref Bard met een list te doden en zijn boot bijna te doen zinken.

## Noorwegen
Na een rustige reis kwamen ze in Noorwegen aan. Daar wilde Ref de koning opzoeken, maar dwongen de omstandigheden hem om een van de vertrouwelingen van de koning te doden die zich aan Helga wilde vergrijpen. (Op zich was het doden van iemand destijds niet strafbaar, maar indien de doodslag niet gemeld was werd het als moord beschouwd, hetgeen wel weer strafbaar was.) Ref besloot de doodslag bij de koning te melden, en sprak hem een vers in beeldspraak toe, waarop hij spoorslags verdween. De koning wist de beeldspraak op te lossen, en beval daarop Refs arrestatie, maar de vogel was reeds gevlogen.

## Denemarken
Ref zeilde naar Denemarken (dat in staat van oorlog met Noorwegen was) en wist daar bij koning Svein in de gunst te komen. Harald was ondertussen van Bards dood op de hoogte gebracht, gaf Ref zijn bijnaam de sluwe, verklaarde hem vogelvrij en zond zestig man eropuit om Ref om te brengen. Eirik, hun leider, kwam met zijn gevolg in Denemarken aan en werd daar door Ref, vermomd als een oude man, aangesproken en in de val gelokt.

## Het eind
Ref bleef enige tijd in Denemarken, en werd daar een invloedrijk man. Hij maakte een pelgrimstocht naar Rome en ontmoette daar de apostel Petrus. Ref stierf in Frankrijk en werd in een klooster begraven. Volgens de saga stamden van zijn zoons meerdere voorname mensen af.
En daarmee beëindigen we de saga van Ref de Sluwe, aldus de saga.

## Nederlandse vertalingen
- De saga van Sluwe Vos, in Verhalen uit de Vikingtijd, vert. Marcel Otten, 2006. ISBN 9026319096
- De saga van Kroka-Ref, in De saga van Eirik de Rode en andere IJslandse saga's, vert. Paula Vermeyden, 1980. ISBN 9029014032